# Саммит НАТО в Брюсселе (2018)
Саммит НАТО в Брюсселе (англ. 2018 Brussels summit) — 29-я встреча на высшем уровне глав государств и глав правительств стран-участниц Североатлантического альянса, которая состоялась 11—12 июля 2018 года в Брюсселе в новой штаб-квартире НАТО. Саммит прошёл за несколько дней до российско-американской встречи в верхах в Хельсинки.

## Повестка дня
В первый день саммита в центре внимания оказался президент США Дональд Трамп. Он не только назвал Германию «зависимой от России» страной, публично упрекнув Ангелу Меркель в строительстве газопровода «Северный поток — 2» («Германия платит миллиарды долларов в год России, а мы защищаем эту страну от России. Это абсолютно неприемлемо»), но и задал новую планку всему альянсу, призвав страны НАТО увеличить ежегодные расходы на оборону до 4 % ВВП.
В ходе большинства дискуссий затрагивалась российская тема. Генеральный секретарь НАТО Йенс Столтенберг заявлял о неизменности подхода к России, сочетающего в себе политику сдерживания России при одновременном сохранении диалога (на уровне Совета Россия—НАТО).
В заявлении по итогам первого дня саммита Россию подвергли обвинениям в провокационной деятельности у границ НАТО — в частности, таковой в НАТО считают размещение комплексов «Искандер» в Калининградской области. Одним из итогов саммита стало решение, согласно которому в рамках стратегии повышения мобильности альянс с 2020 года будет на ротационной основе поддерживать в готовности к применению максимум за 30 суток 30 батальонов, 30 авиаэскадрилий и 30 кораблей. Кроме того, было согласовано решение о создании (впервые после масштабных сокращений командной структуры альянса, произошедших в 2003 и 2011 годах) двух новых логистических командований в США и Германии (основной задачей которых будет обеспечение ускоренной переброски войск на Европейском ТВД и подкреплений из США через Атлантику в случае войны), а также подразделений по киберобороне и борьбе с гибридными угрозами.
Параллельно с официальной программой саммита в штаб-квартире НАТО был проведён форум «NATO Engages» («НАТО вовлекает»), в котором участвовали эксперты и ведущие политики. Здесь также постоянно возникала российская тема. Так, глава МИД Турции Мевлют Чавушоглу рассказывал о закупках российских зенитных ракетных комплексов С-400. Премьер-министр Канады Джастин Трюдо заявил, что благодаря усилению НАТО угроза повторения «того, что произошло в Крыму», ликвидирована. А министр обороны Литвы Раймундас Кароблис называл Россию «международной угрозой» и «нарушителем глобального порядка», призывая союзников уделять повышенное внимание вмешательству в дела третьих государств, киберактивности и распространению фейковой информации. Выступавшая в ходе сессии под названием «Война другими методами? Дезинформация и вмешательство в выборы» директор американской НКО «Альянс в защиту демократии» Лаура Розенбергер обвинила Россию в том, что она «активнее остальных использует дезинформацию и другие инструменты гибридной войны».
Участники саммита в совместном заявлении призвали Россию сотрудничать со следствием по крушению рейса MH17: «Мы полностью поддерживаем резолюцию Совбеза ООН 2166, касающуюся крушения гражданского рейса MH17. Мы призываем Российскую Федерацию признать свою ответственность и в полной мере помогать усилиям по установлению правды, справедливости и определению виновных».
12 июля в рамках форума «NATO Engages» состоялось заседание в формате Украина — Грузия — НАТО, в котором приняли участие президенты Пётр Порошенко и Георгий Маргвелашвили. Как следовало из их совместного выступления, стремиться в НАТО Украину и Грузию страны заставляют действия России. Как заявил Порошенко, «Один из постоянных членов Совбеза ООН — агрессор. В этих условиях единственный механизм, который работает,— это НАТО». По словам Порошенко, вступление в НАТО — это «цивилизационный выбор, который однозначно поддерживается народом Украины… Мы не будем ни у кого спрашивать разрешения, стать членом НАТО или нет». В декларации по итогам саммита НАТО было заявлено, что Украина имеет право «определять свое будущее и курс внешней политики, свободный от внешнего вмешательства».
Тем не менее генеральный секретарь НАТО Йенс Столтенберг объявил, что НАТО пока не будет предлагать Украине участие в программе расширенных возможностей (Enhanced Opportunity Program), которая позволяет дружественным странам взаимодействовать в рамках совместных операций и учений. Как заявляют в штаб-квартире НАТО, взаимодействие с Украиной ведётся в иных форматах, связанных с конфликтом в Донбассе и необходимостью «немедленных реформ»: НАТО оказывает Украине поддержку путём предоставления советников из стран альянса, а также через трастовые фонды помощи ВСУ.
На второй день саммита под давлением президента США было принято окончательное решение увеличить финансирование военной сферы на 33 миллиарда долларов, подняв взносы государств — членов НАТО в общий бюджет альянса до уровня 2 % от ВВП к 2014 году.
На саммите было принято решение продлить небоевую миссию «Решительная поддержка» в Афганистане до 2024 года. В принятой по этому поводу декларации было заявлено, что, пока правительство Афганистана будет уделять внимание «обеспечению мира» в стране, члены НАТО продолжат оказывать Кабулу содействие «путем предоставления финансового обеспечения афганским силам безопасности и решения проблемы нехватки персонала, особенно в приоритетных областях». Миссия «Решительная поддержка» стартовала 1 января 2015 года. В рамках миссии альянс помогает в подготовке и вооружении подразделений афганской национальной армии.

## Страны-участницы
Брюссельский саммит стал первым саммитом НАТО для премьер-министра Италии Джузеппе Конте и премьер-министра Испании Педро Санчеса.
| - Албания — премьер-министр Эди Рама - Бельгия — премьер-министр Шарль Мишель - Болгария — президент Румен Радев - Великобритания — премьер-министр Тереза Мэй - Венгрия — премьер-министр Виктор Орбан - Греция — премьер-министр Алексис Ципрас - Дания — премьер-министр Ларс Лекке Расмуссен - Исландия — премьер-министр Катрин Якобсдоуттир - Испания — премьер-министр Педро Санчес - Италия — премьер-министр Джузеппе Конте - Канада — премьер-министр Джастин Трюдо - Латвия — президент Раймондс Вейонис - Литва — президент Даля Грибаускайте - Люксембург — премьер-министр Ксавье Беттель - Нидерланды — премьер-министр Марк Рютте | - Германия — федеральный канцлер Ангела Меркель - Норвегия— премьер-министр Эрна Сульберг - Польша — президент Анджей Дуда - Португалия — премьер-министр Антониу Кошта - Румыния — президент Клаус Йоханнис - Словакия — президент Андрей Киска - Словения — премьер-министр Мирослав Церар - США — президент Дональд Трамп - Турция — президент Реджеп Тайип Эрдоган - Франция — президент Эмманюэль Макрон - Хорватия — президент Колинда Грабар-Китарович - Черногория — премьер-министр Душко Маркович - Чехия — президент Милош Земан - Эстония — премьер-министр Юри Ратас - НАТО — генеральный секретарь Йенс Столтенберг |  |

### Руководители приглашённых делегаций
- Азербайджан — президент Ильхам Алиев[11]
- Армения — премьер-министр Никол Пашинян[12]
- Финляндия — президент Саули Ниинистё[13]
- Грузия — президент Георгий Маргвелашвили
- Украина — президент Пётр Порошенко[14]